# Hyporhamphus improvisus
Hyporhamphus improvisus är en fiskart som först beskrevs av Smith, 1933.  Hyporhamphus improvisus ingår i släktet Hyporhamphus och familjen Hemiramphidae. Inga underarter finns listade i Catalogue of Life.